# Nao Kodaira
Nao Kodaira –en japonés, 小平奈緒, Kodaira Nao– (Chino, 26 de mayo de 1986) es una deportista japonesa que compite en patinaje de velocidad sobre hielo. 
Participó en tres Juegos Olímpicos de Invierno, obteniendo en total tres medallas, plata en Vancouver 2010, en la prueba de persecución por equipos (junto con Masako Hozumi y Maki Tabata), y oro y plata en Pyeongchang 2018, en los 500 m y 1000 m, y el quinto lugar en Sochi 2014 (500 m).
Ganó seis medallas en el Campeonato Mundial de Patinaje de Velocidad sobre Hielo en Distancia Individual entre los años 2015 y 2020, y tres medallas en el Campeonato Mundial de Patinaje de Velocidad sobre Hielo en Distancia Corta entre los años 2017 y 2020.

## Palmarés internacional
| Juegos Olímpicos                           | Juegos Olímpicos                | Juegos Olímpicos  | Juegos Olímpicos        |
| Año                                        | Lugar                           | Medalla           | Prueba                  |
| ------------------------------------------ | ------------------------------- | ----------------- | ----------------------- |
| 2010                                       | Vancouver (Canadá)              | Medalla de plata  | Persecución por equipos |
| 2018                                       | Pyeongchang (Corea del Sur)     | Medalla de oro    | 500 m                   |
| 2018                                       | Pyeongchang (Corea del Sur)     | Medalla de plata  | 1000 m                  |
| Campeonato Mundial en Distancia Individual |                                 |                   |                         |
| Año                                        | Lugar                           | Medalla           | Prueba                  |
| 2015                                       | Heerenveen (Países Bajos)       | Medalla de bronce | 500 m                   |
| 2017                                       | Gangneung (Corea del Sur)       | Medalla de oro    | 500 m                   |
| 2017                                       | Gangneung (Corea del Sur)       | Medalla de plata  | 1000 m                  |
| 2019                                       | Inzell (Alemania)               | Medalla de plata  | 500 m                   |
| 2019                                       | Inzell (Alemania)               | Medalla de bronce | 1000 m                  |
| 2020                                       | Salt Lake City (Estados Unidos) | Medalla de oro    | 500 m                   |
| Campeonato Mundial en Distancia Corta      |                                 |                   |                         |
| Año                                        | Lugar                           | Medalla           | Prueba                  |
| 2017                                       | Calgary (Canadá)                | Medalla de oro    | Clasificación general   |
| 2019                                       | Heerenveen (Países Bajos)       | Medalla de oro    | Clasificación general   |
| 2020                                       | Hamar (Noruega)                 | Medalla de plata  | Clasificación general   |